# Yussif Chibsah
Yussif Alhassan Chibsah (Acra, Ghana, 30 de diciembre de 1983) es un exfutbolista ghanés que se desempeñaba como centrocampista.

## Selección nacional
Fue internacional con la selección ghanesa en 13 ocasiones y convirtió un gol.

### Participaciones en Juegos Olímpicos
| Olimpiada                       | Sede   | Resultado      |
| ------------------------------- | ------ | -------------- |
| Juegos Olímpicos de Atenas 2004 | Grecia | Fase de grupos |

## Clubes
| Club                  | País      | Año       |
| --------------------- | --------- | --------- |
| King Faisal Babes     | Ghana     | 1999-2003 |
| Asante Kotoko FC      | Ghana     | 2003-2006 |
| IFK Mariehamn         | Finlandia | 2006      |
| Hapoel Nazareth Illit | Israel    | 2006-2007 |
| Gefle IF              | Suecia    | 2007-2011 |
| Djurgårdens IF        | Suecia    | 2012-2014 |
| Alanyaspor            | Turquía   | 2014-2015 |
| GAIS Gotemburgo       | Suecia    | 2015      |
| Ljungskile SK         | Suecia    | 2016      |

## Palmarés

### Campeonatos nacionales
| Título                | Club             | País  | Año  |
| --------------------- | ---------------- | ----- | ---- |
| Liga Premier de Ghana | Asante Kotoko FC | Ghana | 2003 |
| Liga Premier de Ghana | Asante Kotoko FC | Ghana | 2005 |